# Fosfonzuur

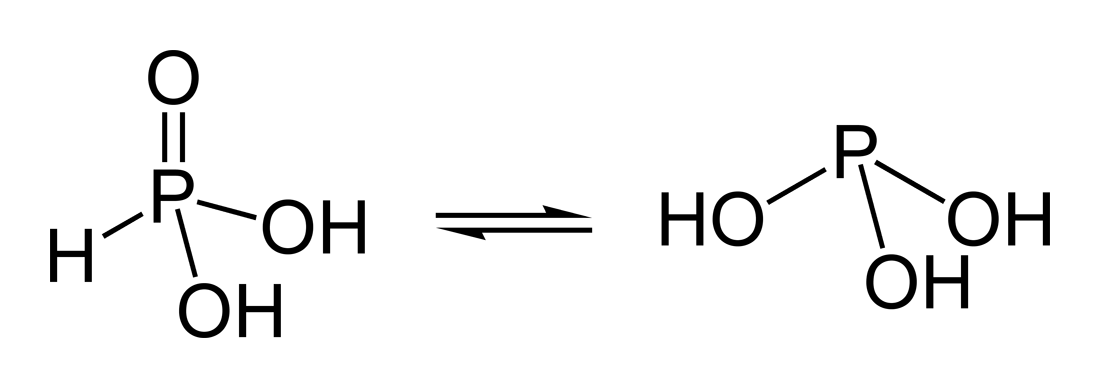
Tautomeren van H_{3}PO_{3}:
fosfonzuur (links)
fosforigzuur (rechts)

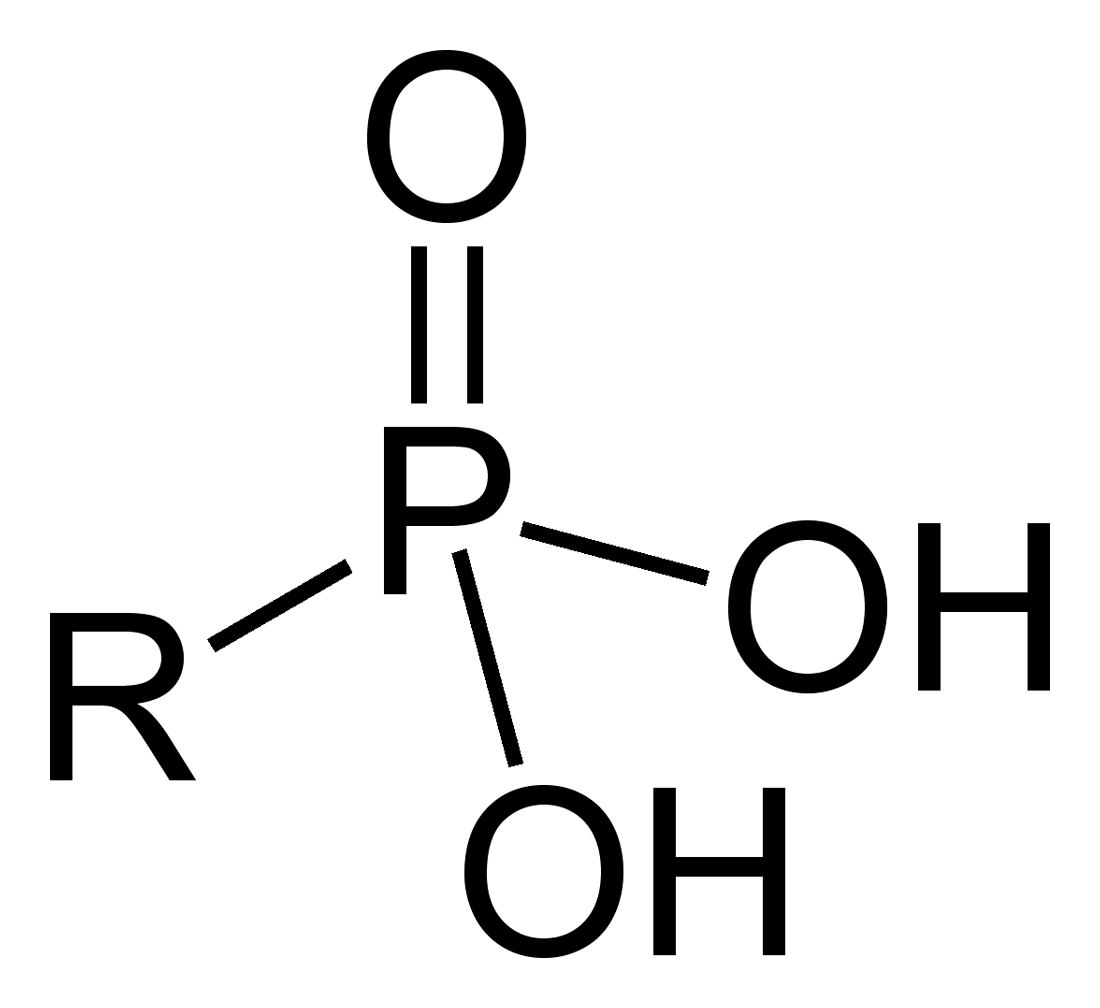
De algemene structuur van een organisch fosfonzuur

In de anorganische chemie is fosfonzuur een fosforhoudend oxozuur met de formule H3PO3 of beter H2PHO3. De verbinding wordt nog vaak volgens de traditionele naam benoemd: fosforigzuur. 
In oplossing bestaat het in twee tautomeren. 
{\displaystyle {\ce {PHO(OH)2\ _{\longrightarrow }^{\longleftarrow }\ P(OH)3}}}
Het grootste deel van de moleculen wordt gevormd door PHO(OH)2, door IUPAC aangeduid met de naam fosfonzuur. Een klein deel is aanwezig als P(OH)3 dat de naam fosforigzuur draagt. Verwarrend genoeg worden de namen van beide tautomeren gebruikt voor de algemene aanduiding van de stof H3PO3.
In de organofosforchemie worden beide namen gebruikt, en zijn ze wel te onderscheiden. Fosfaatesters hebben de algemene formule PO(OR)3 en een fosfonzuur is een stof met de algemene formule: P(O)R(OH)2.
De zouten en esters van fosfonzuur worden fosfonaten genoemd. In de Horner-Wadsworth-Emmons-reactie worden fosfonaten gebruikt om ketonen en aldehyden om te zetten in gesubstitueerde ethenen. Kaliumfosfonaten worden gebruikt als fungicide op wijnstokken. Een voorbeeld van een organisch fosfonzuur is foscarnet.